# Contaminación de cruceros en Europa

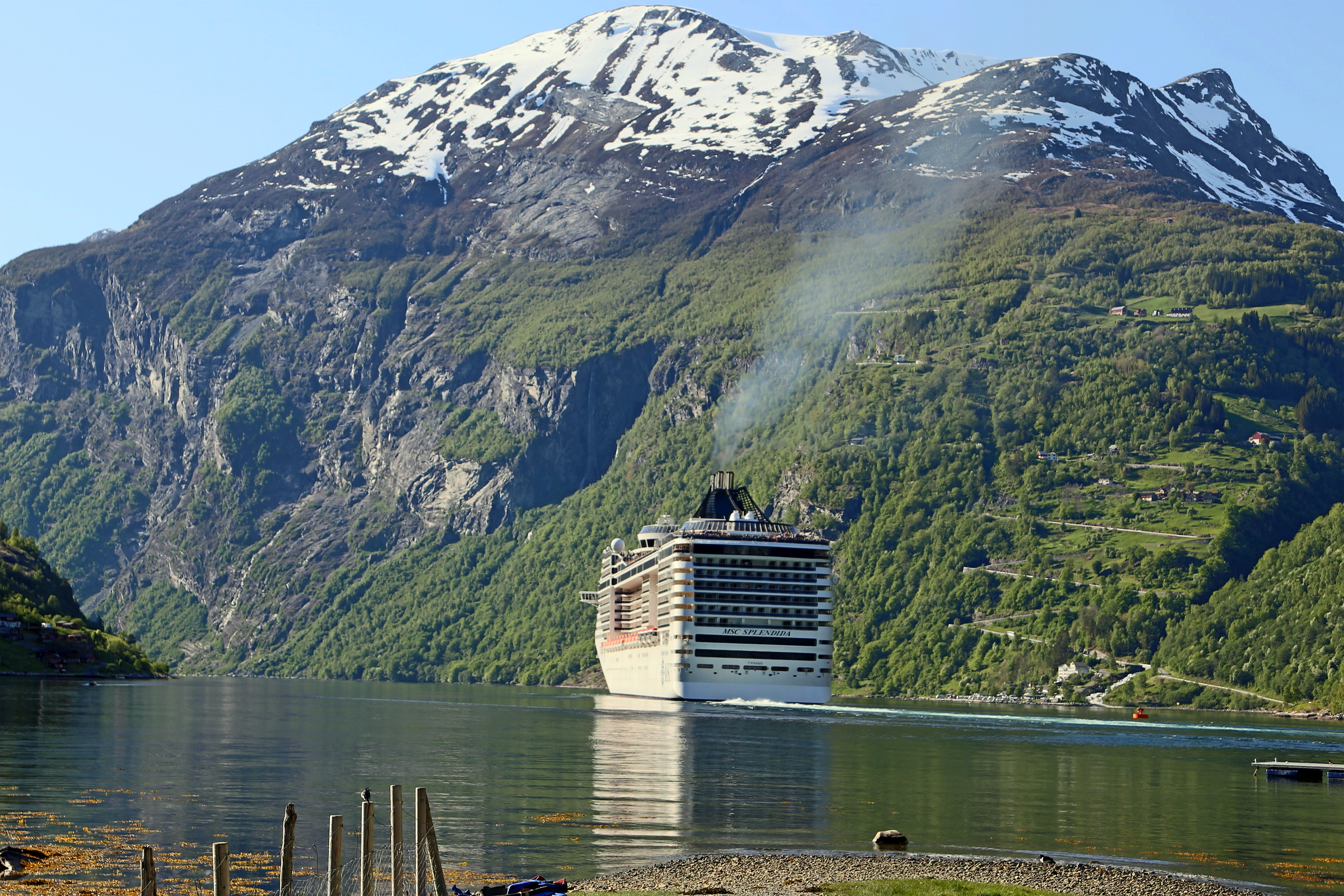
MSC Splendida en Fiordo de Geiranger, Noruega (2016).

La contaminación de los cruceros en Europa es una parte importante del impacto ambiental del transporte marítimo. La mayoría de las compañías de cruceros que operan en las zonas económicas exclusivas europeas (ZEE) forman parte de dos megacorporaciones: Carnival Corporation & plc y Royal Caribbean Group. En 2017, solo los cruceros de Carnival causaron diez veces más contaminación del aire por óxido de azufre (SOx) que todos los automóviles de Europa (más de 260 millones) juntos, ya que el combustible de los barcos emite aproximadamente 2000 veces más óxidos de azufre que el combustible Diésel normal. Todos los cruceros juntos también representaron el 15 % de las partículas de óxido de nitrógeno (NOx) emitidas por todos los vehículos de pasajeros de Europa y liberaron grandes cantidades de dióxido de carbono (CO2), fósforo (P4), hollín, metales pesados y otras partículas en la atmósfera.

## Antecedentes
Los cruceros modernos evolucionaron a partir de los transatlánticos, que eran el modo de transporte más común entre Europa y las Américas hasta el surgimiento de la aviación comercial en la década de 1950. Los aviones de pasajeros redujeron drásticamente los tiempos de viaje transatlánticos y formaron una competencia imbatible para los transatlánticos en términos de velocidad. Para sobrevivir, el sector comenzó a transformar sus transatlánticos en cruceros a mediados de la década de 1960, atrayendo pasajeros al enfocar el viaje en la recreación y el turismo, y menos en llevar a los viajeros de un destino a otro. Líneas de cruceros como Norwegian (1966), Royal Caribbean International (1968) y Carnival Cruise Line (1972) se fundaron en rápida sucesión, y a lo largo de los años lograron expandirse mediante la construcción de cruceros cada vez más grandes con más pasajeros (21 millones a nivel mundial en 2013), lo que de manera cada vez más negativa impactó el medio ambiente.

## Ciudades portuarias y países más contaminados

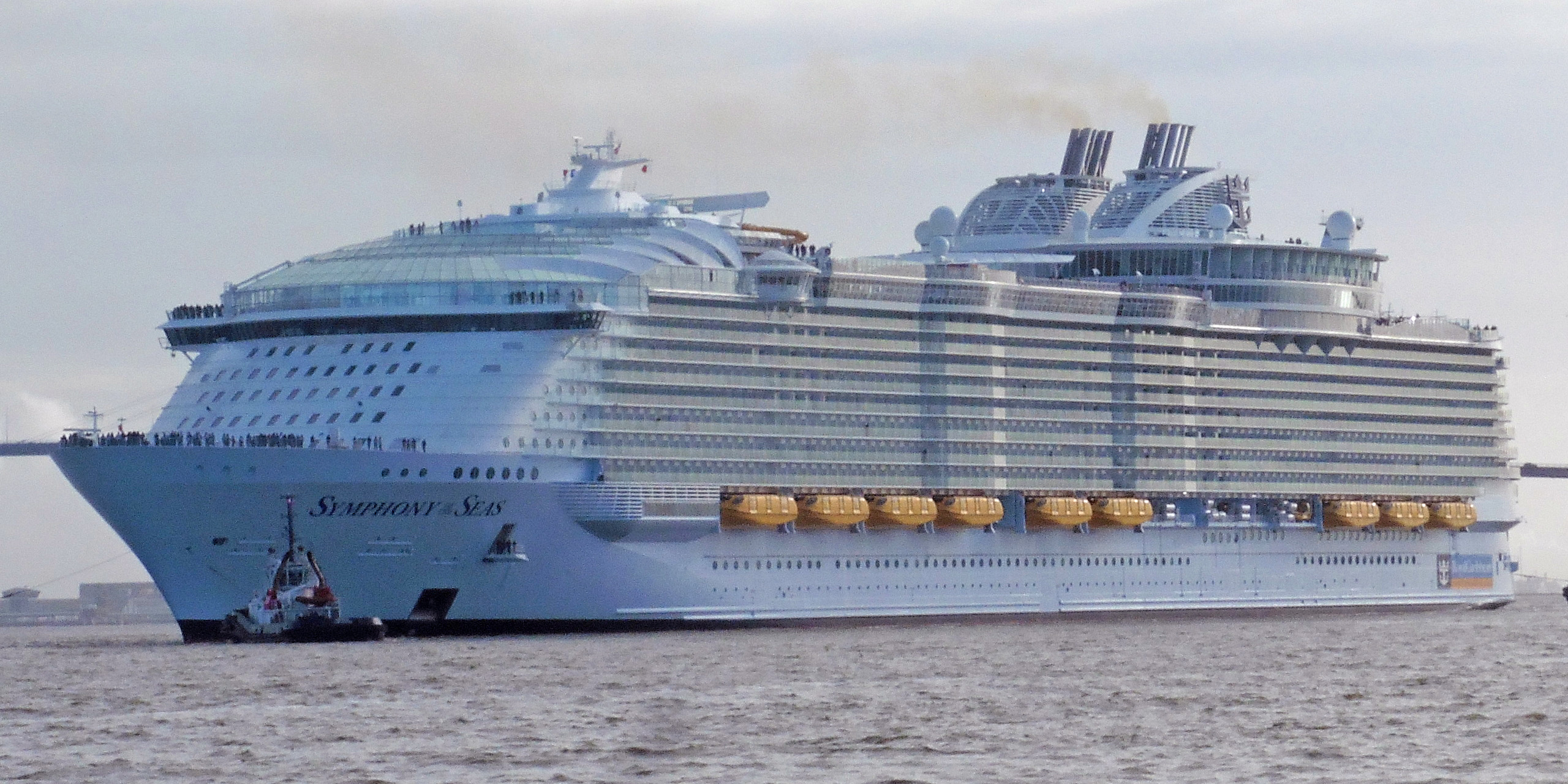
El Symphony of the Seas, en su momento fue el crucero más grande del mundo y se enfrentó a protestas durante su viaje inaugural en Barcelona en 2018.

Según un estudio de 2019 de Transport & Environment, las siguientes ciudades portuarias europeas fueron las más contaminadas por los cruceros que atracan allí (datos de 2017):
1. Barcelona, España: 32,8 toneladas de SOx
2. Palma de Mallorca, España: 28 toneladas de SOx
3. Venecia, Italia: 27,5 toneladas de SOx
4. Southampton (incluido Marchwood), Reino Unido: 27,1 toneladas de SOx
5. Civitavecchia (cerca de Roma), Italia: 22,3 toneladas deSOx
6. Pireo (cerca de Atenas), Grecia: 21 toneladas de SOx
7. Funchal (en Madeira), Portugal: 18 toneladas de SOx
8. Livorno, Italia: 16,3 toneladas de SOx
9. Lisboa, Portugal: 16,1 toneladas de SOx
10. Santa Cruz de Tenerife, España: 15,6 toneladas de SOx

Los siguientes países europeos han estado más expuestos a la contaminación del aire por los cruceros (datos de 2017):
1. España: 14.496 toneladas de SOx
2. Italia: 13.895 toneladas de SOx
3. Grecia: 7.674 toneladas de SOx
4. Francia: 5.950 toneladas de SOx
5. Noruega: 5261 toneladas de SOx

## Combustible

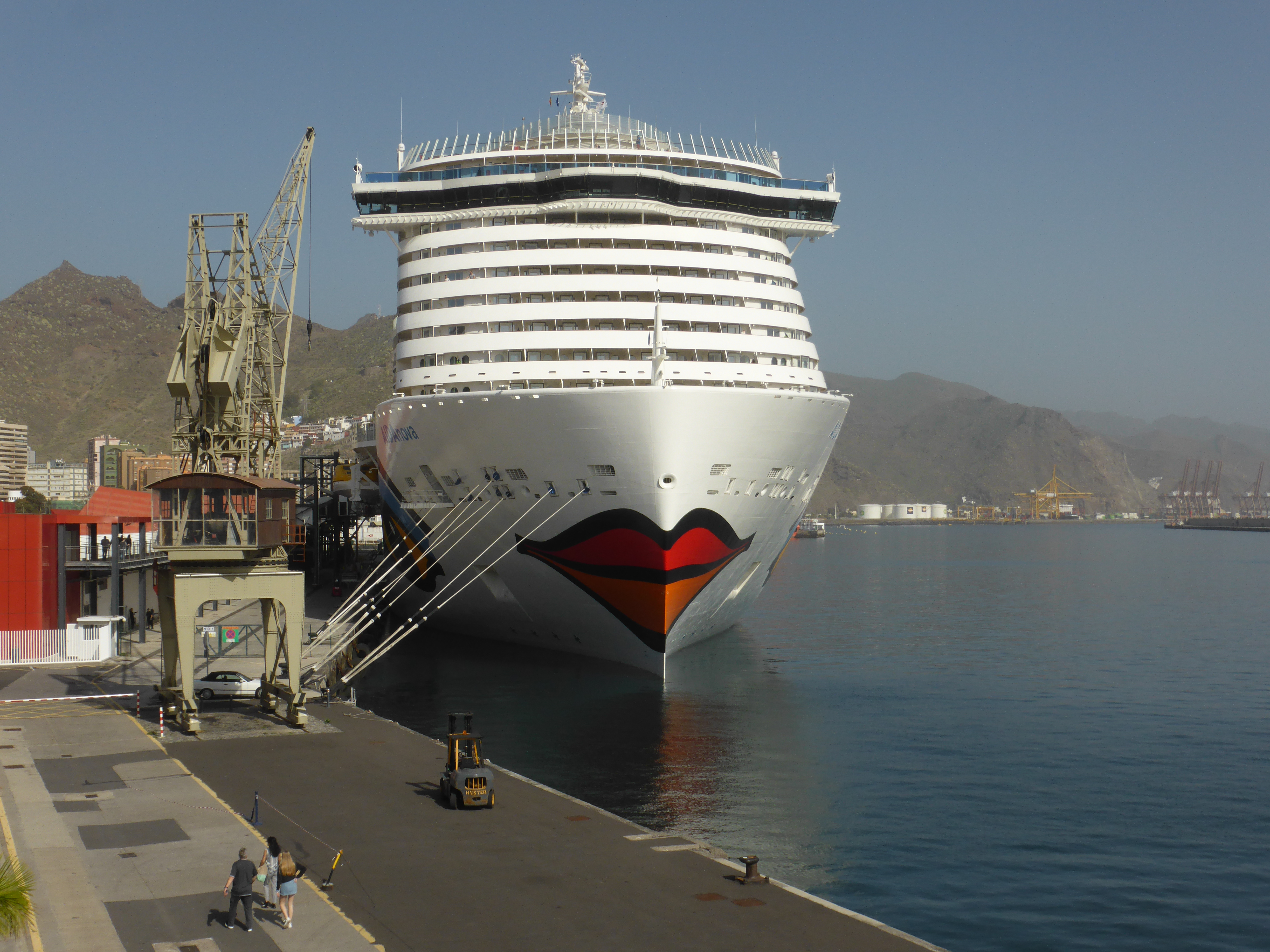
AIDAnova, el primer crucero de GNL, en Santa Cruz de Tenerife (enero 2020).

El tipo de combustible más utilizado para los cruceros es el llamado fueloil pesado (también llamado bunker oil o combustible marino), que es relativamente barato, pero altamente contaminante. Aunque el combustible diésel (también conocido como gasóleo) puede funcionar como una alternativa baja en azufre, tiende a ser un 33-35 % más caro en promedio. Según Deutsche Welle: «un crucero de tamaño medio con 2000 pasajeros utiliza 150 toneladas al día cuando está en el mar; en el puerto, requiere un promedio de 50 toneladas para satisfacer las demandas de electricidad del transatlántico». TRT World afirmó que barcos como el Harmony of the Seas queman «hasta 4900 litros de combustible por hora, 249 000 litros de combustible por día». Por otra parte, Clean Air Southampton afirmó que los barcos gigantes como el Navigator of the Seas requieren tanta energía como una ciudad de 50 000 habitantes cuando están atracado.
Un estudio de 2018 realizado por Naturschutzbund Deutschland (Nature Protection League Germany, NABU) revisó las emisiones de 77 cruceros (casi toda la flota en aguas europeas), concluyendo que solo uno de ellos, AIDAnova, no funcionaba con fuel pesado altamente contaminante, pero sí con gas natural licuado (GNL) relativamente «limpio», que reduce las emisiones de NOx y partículas en aproximadamente un 80 %. Sin embargo, aunque cambiar todos los cruceros a GNL sería muy beneficioso para la salud humana, el GNL también emite metano, que es un gas de efecto invernadero muy potente y aumentaría significativamente el calentamiento global.

## Riesgos

### Salud humana
Las emisiones de óxido de azufre (SOx) forman aerosoles de sulfato (SO4) que contribuyen a los riesgos para la salud de los seres humanos. El SOx, las partículas finas (PM2.5) y los óxidos de nitrógeno (NOx) causan la muerte prematura por diversos medios, como cáncer de pulmón, cáncer de garganta, enfermedad pulmonar obstructiva crónica (EPOC), enfermedades cardiovasculares y morbilidad como el asma infantil. Transport & Environment estimó que unas 50 000 personas al año en Europa mueren prematuramente debido a la contaminación del sector del transporte marítimo en su conjunto. Esto afecta principalmente a las personas que viven en ciudades portuarias. En algunos puertos de cruceros como Southampton, los niños pueden estar expuestos al aire contaminado cuando los patios de recreo de las escuelas están ubicados cerca de los muelles. En Marsella, los residentes han sido diagnosticados con cánceres relacionados con las vías respiratorias en tasas anormalmente altas después del auge de la industria de cruceros.
Aparte de los lugareños, las mediciones han demostrado que los propios pasajeros también están expuestos a concentraciones elevadas de óxidos de nitrógeno durante su viaje. Por ejemplo, los investigadores ambientales canadienses, que habían realizado en secreto pruebas de calidad del aire en varios momentos y lugares a bordo de cuatro cruceros de Carnival Corporation, informaron en 2019 que «encontraron que los niveles de partículas ultrafinas en la parte trasera del barco detrás de las chimeneas mientras el barco se movía que eran comparables a algunas de las ciudades más contaminadas del mundo como Pekín y Santiago». Carnival descartó las afirmaciones como «completamente ridículas», afirmando que sus barcos «cumplen o superan todos los requisitos». Un científico de la Universidad de Columbia Británica también cuestionó algunas de las afirmaciones más drásticas del informe, pero estuvo de acuerdo con las conclusiones generales del grupo sobre los cruceros desde la perspectiva de la contaminación del aire y el cambio climático.

### Medio ambiente
Las emisiones contribuyen a la acidificación de los océanos y del suelo. Los óxidos de nitrógeno también estimulan la formación de partículas y ozono.

### Daño a edificaciones

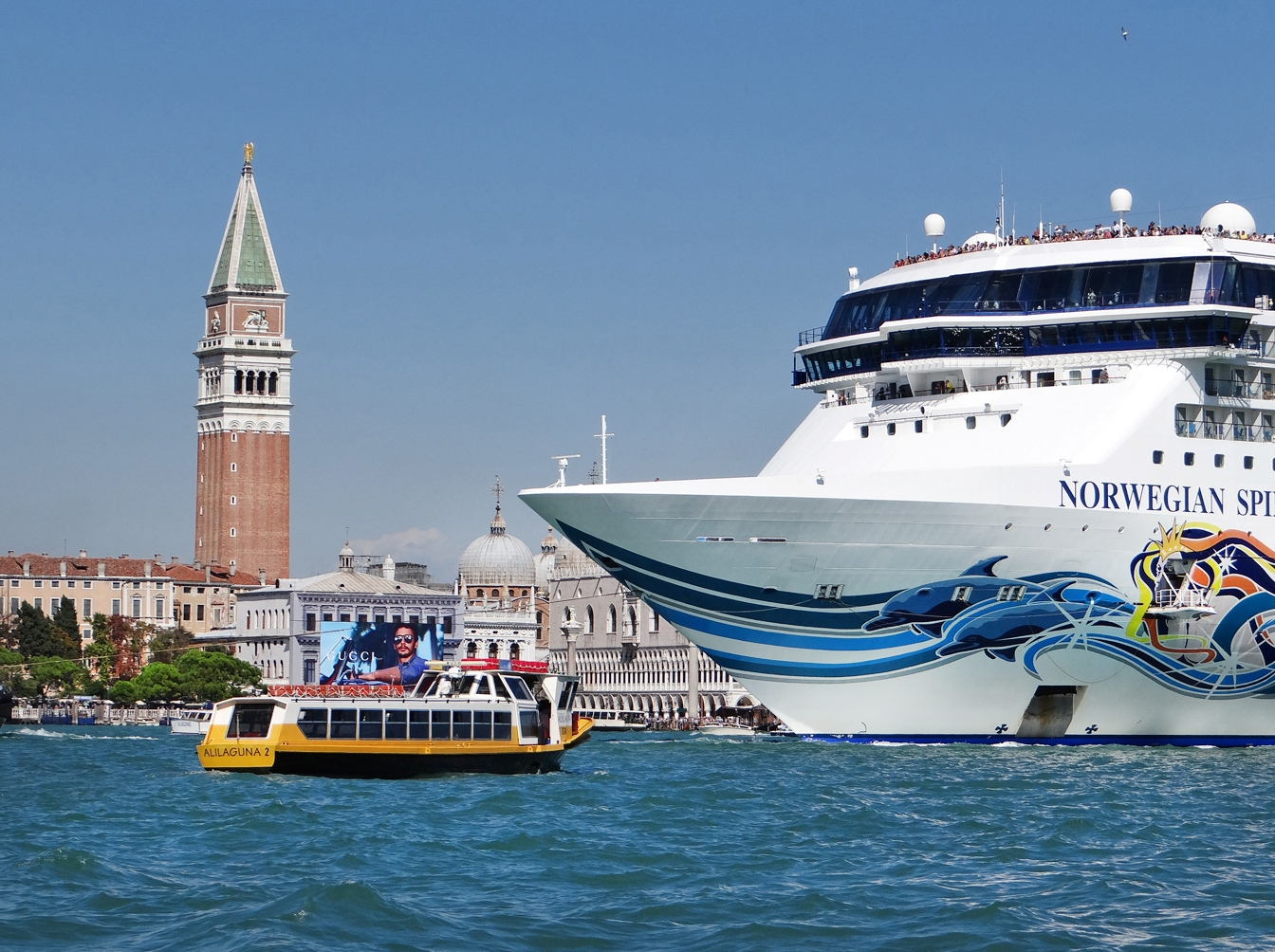
Los cruceros dañan los cimientos de los edificios de la Venecia histórica, Patrimonio de la Humanidad.

Además de causar la tercera peor contaminación del aire en cualquier ciudad portuaria de Europa, los cruceros que pasan por el Canal de la Giudecca dañan los cimientos de los edificios de la Venecia histórica, Patrimonio de la Humanidad, y bloquean la vista de los habitantes y otros turistas. Una semana después del desastre del Costa Concordia del 12 de enero de 2012, la Unesco instó a las autoridades venecianas a restringir el acceso futuro de los cruceros a Venecia y otros puertos italianos con arquitectura histórica cultural vulnerable. Ese año, más de 600 barcos de pasajeros atracaron en Venecia, unos 300 de los cuales se clasificaron como megacruceros (con miles de pasajeros y diez cubiertas), que en conjunto transportaban entre 1,6 y 2 millones de pasajeros. En los años siguientes, la ciudad de Venecia, para quien el turismo es de vital importancia, trató de llegar a un compromiso con las líneas de cruceros, pero en agosto de 2014 el gobierno italiano interfirió al prohibir que los barcos que superaran las 96 000 toneladas de peso se acercaran al centro histórico en 2015. El ministro de Transporte, Danilo Toninelli, anunció planes para desviar un tercio de los cruceros en agosto de 2019, después de que MSC Opera se estrellara contra un crucero fluvial más pequeño y un muelle en Venecia el 2 de junio de 2019, hiriendo a cinco personas; sin embargo, los planes de Toninelli fueron criticados como poco realistas por activistas y otros políticos.

## Regulaciones

### Tratados internacionales
La Organización Marítima Internacional (OMI) es la agencia de las Naciones Unidas para la regulación del transporte marítimo internacional, fundada en 1948. El Convenio Internacional para la Prevención de la Contaminación por los Buques de la OMI, más conocido como MARPOL 73/78 (vigente desde 1983, y posteriormente expandido), estableció el estándar internacional más importante para contener la contaminación ambiental del transporte marítimo. Entre otras cosas, prohibió cualquier tipo de vertido dentro de las tres millas náuticas de la costa y fijó límites a las emisiones de azufre y óxido de nitrógeno de los buques.
En el derecho internacional, la concentración máxima de óxido de azufre en las emisiones de los cruceros en alta mar es del 0,5 % a partir del 1 de enero de 2020. Este estándar (a veces denominado «OMI 2020») fue recomendado por un subcomité de las Naciones Unidas en 2008 y adoptado por la OMI en 2016. Anteriormente, la concentración máxima en mar lleno se fijó en 3,5 %. Dado que, en julio de 2019, todavía se consideraba que el fueloil pesado más utilizado tenía un contenido medio de azufre de alrededor del 2,7 %, este fue un cambio importante en la historia del mercado petrolero, y las compañías navieras que infringieran la nueva regulación podrían enfrentarse a enormes sanciones al ser capturadas por las autoridades.
El Convenio de Gestión del Agua de Lastre, destinado a prevenir problemas como la dispersión de especies invasoras, entró en vigor el 8 de septiembre de 2017 y se aplicará plenamente el 8 de septiembre de 2024.
Sin embargo, el envío queda fuera de muchos acuerdos internacionales, como el Protocolo de Kioto de 1997 y el Acuerdo de París de 2015, y los barcos también están excluidos de muchas regulaciones nacionales porque se mueven entre países, a menudo a través de aguas internacionales. Estos aspectos hacen que sea legalmente difícil asignar la responsabilidad a una autoridad gubernamental en particular, y prácticamente difícil controlar cuánto emiten los barcos (cruceros) y aplicar sanciones en caso de violaciones.

### Áreas de control de emisiones
Las áreas de control de emisiones de azufre (SECA, por sus siglas en inglés) exigen el estándar de emisión de combustible de azufre marino más estricto, pero incluso en estas áreas la contaminación del aire de los cruceros puede seguir siendo un problema importante. Además, a partir de 2017 solo había dos SECA en Europa, a saber, en el Mar Báltico y el Mar del Norte, no en el resto de las aguas de Europa. El mejor estándar de azufre marino (0,1 % o 1000 partes por millón) sigue siendo 100 veces peor que el estándar europeo de azufre para diésel/gasolina de carretera (0,001 % o 10 partes por millón) vigente durante 2004–19. Los manifestantes en el Puerto de Amberes, cuya petición contra los cruceros de 2019 fue apoyada por 15 000 ciudadanos, señalaron la paradoja de que la ciudad de Amberes tiene una zona de bajas emisiones para automóviles y otros vehículos de carretera, pero los cruceros altamente contaminantes pueden simplemente atracar cerca del centro de la ciudad con solo restricciones menores.

### Restricciones de atracamiento

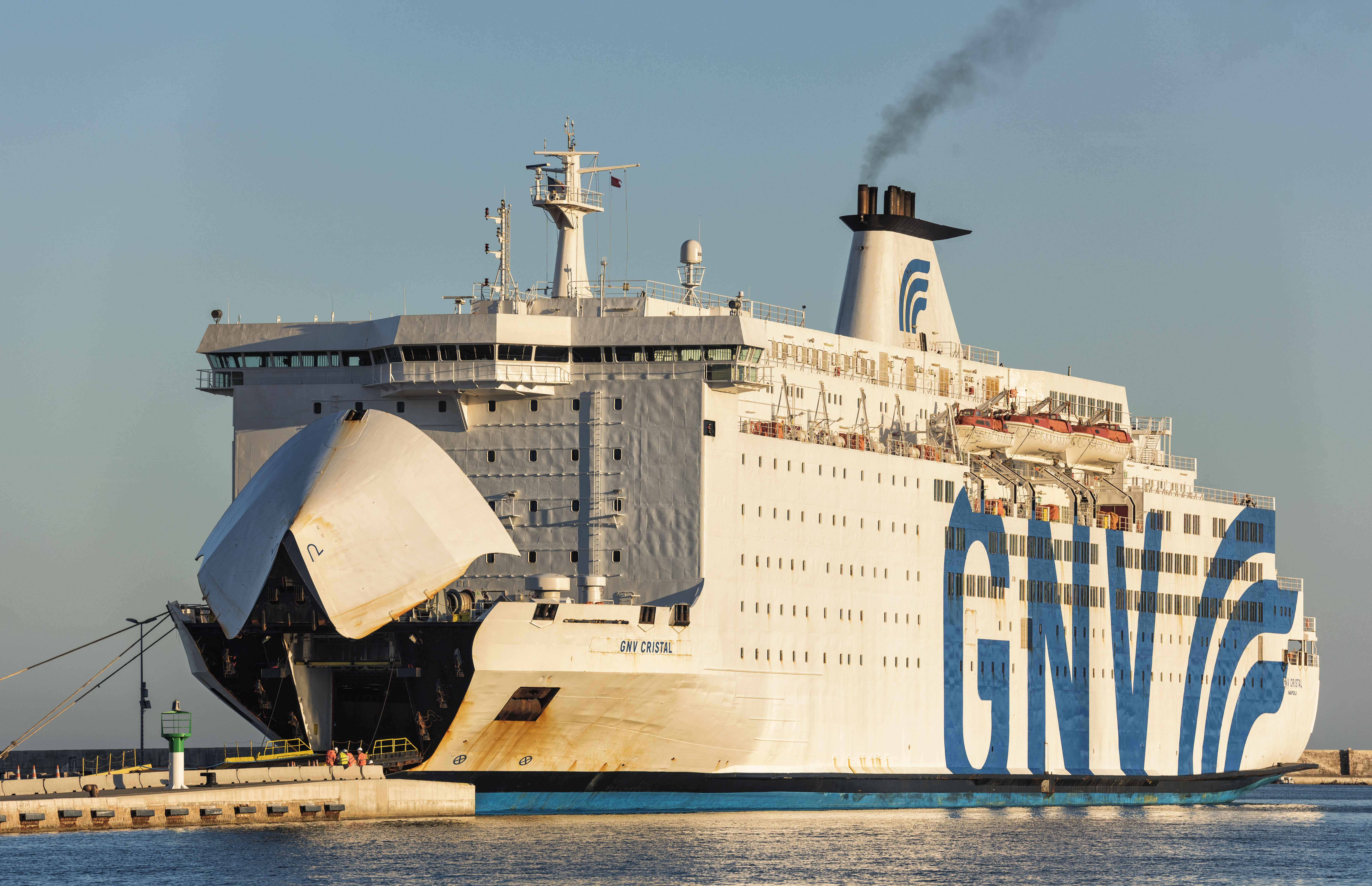
MS GNV Cristal atracando en Sète, Francia (2018).

Mientras atracan en lugares poblados durante varias horas, los cruceros como el Harmony of the Seas deben usar motores auxiliares que queman combustible con bajo contenido de azufre, o usar tecnologías de reducción, para reducir la cantidad de contaminación del aire que causan, en perjuicio de los habitantes locales. Sin embargo, los críticos dicen que estas medidas no son suficientes para garantizar su salud.
Los activistas han presionado para que los cruceros utilicen electricidad de la costa (conocida como «energía de la costa» o «planchado en frío») durante las horas de atraque, pero las líneas de cruceros se han resistido a esta alternativa. La energía en tierra ya es común en los Estados Unidos, Canadá y algunos puertos europeos (sin embargo, a partir de abril de 2019, solo dos puertos europeos pueden generar suficiente electricidad para cruceros completos para que los motores puedan apagarse), y Southampton planeaba convertirse en el primer puerto de Gran Bretaña en introducirlo también en 2020. Las desventajas de la energía desde tierra incluyen el drenaje de la red eléctrica y la inversión financiera requerida para instalar la infraestructura necesaria. Según CLIA, el 28 % de los cruceros usaron energía de tierra en abril de 2019. La Comisión Europea ha ordenado a todos los puertos de la Unión Europea que dispongan de energía desde tierra para 2025, a menos que no haya demanda o los costos sean mayores que los beneficios ambientales.

### Casos judiciales
En 2016, Princess Cruises (una subsidiaria británico-estadounidense de Carnival Corporation que opera en Europa y América del Norte) fue condenada por la Corte de Miami a pagar 40 millones USD en daños por vertido ilegal de petróleo en el mar para reducir los costos de eliminación de desechos. Inicialmente, fue demandado solo por verter 4227 galones (16 000 litros) de desechos contaminados con petróleo a unas 20 millas (35 kilómetros) de la costa de Inglaterra el 26 de agosto de 2013 utilizando una «tubería mágica» del Caribbean Princess. Pero más tarde, las autoridades descubrieron que Princess Cruises había estado cometiendo esta contaminación ilegal desde 2005, y otros cuatro barcos fueron declarados culpables del mismo delito, y que los sensores a bordo fueron manipulados para evitar detectar la contaminación del agua de mar. Por la violación de los términos de la libertad condicional de 2016, Carnival y Princess recibieron la orden de pagar una multa adicional de 20 millones USD en 2019. Las nuevas violaciones incluyeron descargar plástico en las aguas de las Bahamas, falsificar registros e interferir con la supervisión judicial.
En julio de 2018, por primera vez en el Mediterráneo francés, el capitán de un crucero, el MS Azura, fue juzgado por romper los límites de emisión de combustible en el puerto de Marsella.

### Otras soluciones

#### Reducción de emisiones y residuos
Se podrían instalar convertidores catalíticos para reducir las emisiones de los barcos. En el transporte marítimo, estos se conocen como «depuradores». Según la Asociación Internacional de Líneas de Cruceros (CLIA), el 60 % de los cruceros ya tenían instalado un depurador en abril de 2019. Esta instalación podría ser obligatoria por parte de la UE. MSC Cruises afirma que su MSC Grandiosa (construido en 2016) tiene varios filtros que reducen las emisiones de óxido de azufre de su gasóleo en un 97 % y las emisiones de óxido de nitrógeno en un 80 %. Sin embargo, en octubre de 2019, The Independent advirtió que la mayoría de los depuradores instalados recientemente (3756 en barcos, entre ellos muchos cruceros) eran «depuradores de circuito abierto», que permiten que el azufre extraído de los humos se transforme en un líquido que puede ser vertida ilegalmente al mar. Por lo tanto, estos constituían «dispositivos de trampa», destinados a parecer cumplir con el reglamento IMO 2020, pero que en realidad lo violan. Solo 65 de los 3756 depuradores eran de circuito cerrado y no podían explotarse para verter extractos de azufre en el mar, sino que solo se abrían en tierra para su eliminación allí de manera apropiada y segura.
También hay separadores de agua aceitosa. Según CLIA, el 62 % de los cruceros filtraron sus aguas residuales (aguas grises) en abril de 2019.

#### Motores eléctricos
Es posible que los barcos funcionen solo con electricidad, especialmente para distancias más cortas, como entre Suecia y Dinamarca. Los motores eléctricos no emiten gases nocivos (siempre que la electricidad sea limpia), son silenciosos y eliminan así la contaminación acústica que provocan los motores de combustión interna, y requieren mucho menos mantenimiento. Por otro lado, las baterías eléctricas son relativamente pesadas, generan menos potencia y velocidad en general, y deben cargarse con frecuencia, por lo que son menos adecuadas para distancias más largas.
Para reducir el consumo de electricidad, algunos barcos modernos solo usan lámparas LED.

#### Reubicación de terminales

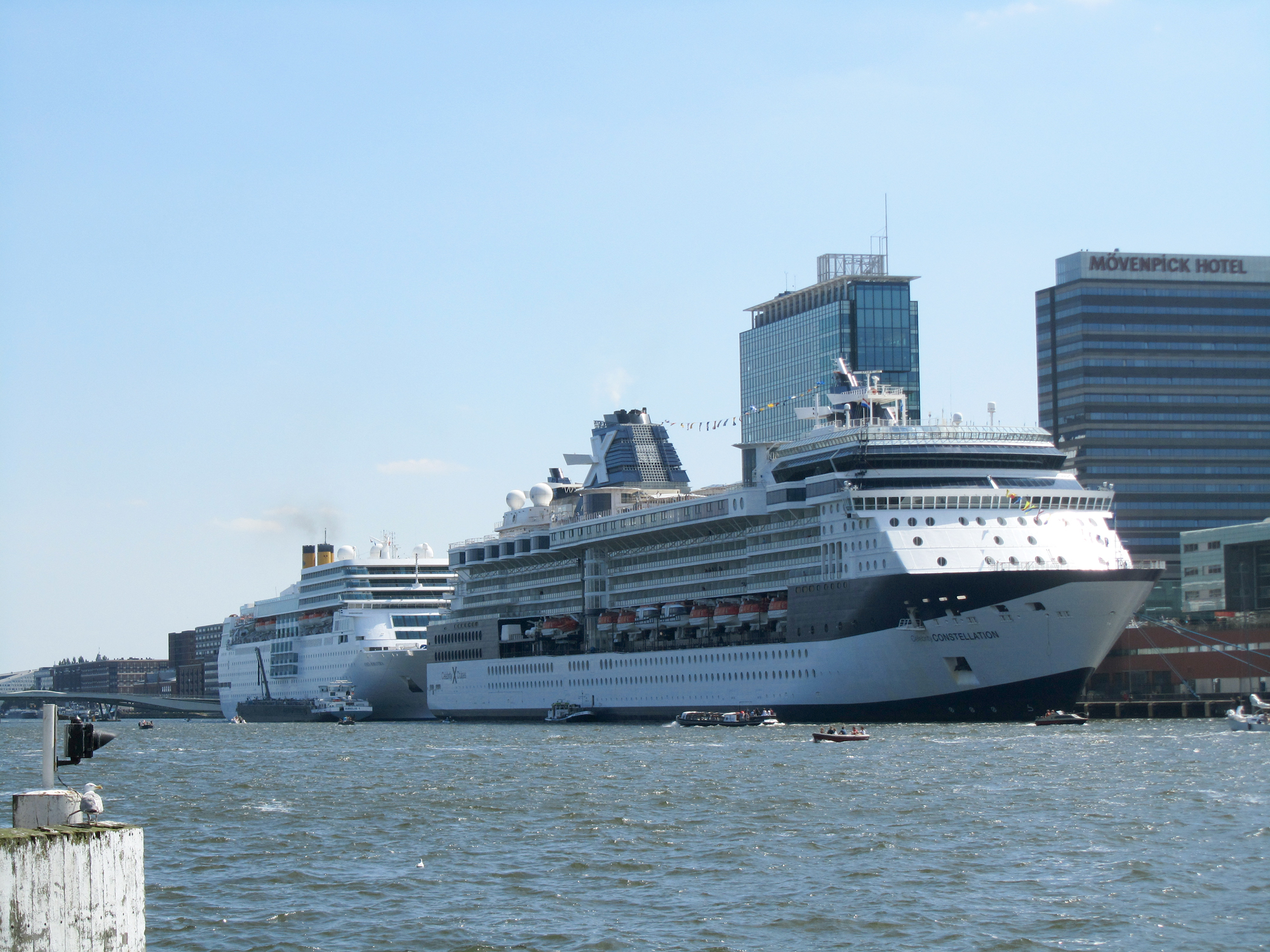
Costa neoRomantica y Celebrity Constellation la Terminal de Pasajeros de Ámsterdam (2012).

En puertos como Venecia, Amberes y Ámsterdam (Piet Heinkade), se ha propuesto la reubicación de las terminales de pasajeros de cruceros lejos de las zonas densamente pobladas y cerca de las ciudades o pueblos de los alrededores, con el fin de reducir el número de habitantes locales expuestos a la contaminación del aire (como así como difundir el turismo de masas de manera más uniforme). Sin embargo, esto ha sido recibido con protestas de los pueblos y aldeas circundantes, que no quieren que la contaminación y el exceso de turismo se propaguen hacia ellos, y las propias ciudades portuarias temen perder los beneficios económicos del turismo cuando los cruceros atracan demasiado lejos de donde los visitantes querrán gastar su dinero.